# Group Therapy
"Group Therapy" fue un supergrupo de los raperos neoyorquinos y californianos RBX, KRS-One, Dr. Dre, B-Real y Nas. El grupo solo apareció en el sencillo de 1996 "East Coast West Coast Killas" del álbum de Dr. Dre, Dr. Dre Presents the Aftermath.
- Datos: Q12175629